# مونت ویکتوریا، نیو ساوت ولز
مونت ویکتوریا (به انگلیسی: Mount Victoria) یک حومه شهر در استرالیا است که در نیو ساوت ولز واقع شده‌است.